# Particule élémentaire
 (octobre 2019).
Si vous disposez d'ouvrages ou d'articles de référence ou si vous connaissez des sites web de qualité traitant du thème abordé ici, merci de compléter l'article en donnant les références utiles à sa vérifiabilité et en les liant à la section « Notes et références ».
Pour les articles homonymes, voir Particule et Particules élémentaires.
En physique des particules, une particule élémentaire, ou particule fondamentale, est une particule dont on ne connaît pas la composition : on ne sait pas si elle est constituée d'autres particules plus petites. Les particules élémentaires incluent les fermions fondamentaux (quarks, leptons, et leurs antiparticules, les antiquarks et les antileptons) qui composent la matière et l'antimatière, ainsi que des bosons (bosons de jauge et boson de Higgs) qui sont des vecteurs de forces et jouent un rôle de médiateur dans les interactions élémentaires entre les fermions. Une particule qui contient plusieurs particules élémentaires est une particule composite.
La matière telle qu'on la connaît est composée d'atomes, que l'on croyait initialement être des particules élémentaires (le mot « atome » signifie insécable en grec). L'existence même de l'atome a été controversée jusqu'en 1910 : les physiciens de l'époque voyaient les molécules comme des illusions mathématiques et la matière uniquement composée d'énergie. Par la suite, les constituants subatomiques ont été identifiés. Au début des années 1930, l'électron et le proton ont été observés, ainsi que le photon, la particule du rayonnement électromagnétique. Au même moment, les avancées récentes de la mécanique quantique ont radicalement changé notre conception de la particule, puisqu'une particule seule pouvait occuper une partie de l'espace comme le ferait une onde, un phénomène qui n'est toujours pas explicable à notre échelle, composée d'objets (notamment atomes et molécules) qui ont une localité précise.
Grâce à la théorie quantique, il a été découvert que les protons et les neutrons contenaient des quarks (nommés up et down), maintenant considérés comme des particules élémentaires. Et à l'intérieur d'une molécule, les trois degrés de liberté de l'électron (charge, spin et orbitale)[Information douteuse] peuvent être distingués par la fonction d'onde en trois quasi-particules (holon, spinon et orbiton). Cependant, un électron libre (qui n'est pas en orbite autour d'un noyau atomique et donc sans mouvement orbital) semble insécable et reste classé comme particule élémentaire.
Les fermions élémentaires ont un spin demi-entier et obéissent à la statistique de Fermi-Dirac et au principe d'exclusion de Pauli : ils constituent la matière baryonique.
Les bosons ont un spin entier et obéissent à la statistique de Bose-Einstein : ils constituent les interactions élémentaires, hormis la gravitation que nous n'avons pas encore réussi à intégrer au modèle standard.
Les douze fermions décrits par le modèle standard sont classés en trois générations, c'est-à-dire en trois quadruplets de particules dont les termes correspondants sont de masse croissante d'une génération à la suivante. Seuls les fermions de la première génération (dont la masse est la plus faible) sont couramment observés et constituent la matière que nous connaissons ; les huit autres fermions ne s'observent que dans des conditions particulièrement énergétiques (comme dans un accélérateur de particules).

## Histoire
| Particule | Masse      | Charge électrique |
| --------- | ---------- | ----------------- |
| Neutron   | 1 uma      | neutre            |
| Proton    | 1 uma      | e                 |
| Électron  | 1/2000 uma | −e                |

Les Grecs de l'Antiquité, dont Démocrite, ont introduit le mot « atome », qui signifie « indivisible », pour nommer les constituants fondamentaux de la matière. On a découvert au XXe siècle que les atomes étaient eux-mêmes composés de plus petites particules : électrons, protons et neutrons (il devenait alors possible de « briser un atome »).
Dans les années 1930, les scientifiques pensaient que les électrons, les protons et les neutrons étaient véritablement indivisibles. On les désigna alors comme « particules élémentaires ».
Pour étudier l'interaction des neutrons et des protons dans le noyau atomique, on les fait entrer en collision dans un accélérateur de particules. On découvre alors que ces particules subatomiques sont elles-mêmes composées d'objets plus petits, les quarks. Les protons et les neutrons sont composés chacun de trois quarks. Ces particules composites sont presque toujours représentées sous une forme parfaitement sphérique mais cette dernière représente seulement la région de l'espace au-delà de laquelle la nature composite de ces particules devient visible. Dans le modèle standard, proton et neutron n'ont pas de forme à proprement parler.
Jusqu'ici, aucune sous-structure n'a été découverte aux quarks ni aux électrons. Ce sont donc les nouvelles particules élémentaires.
L'observation des collisions de particules, composites et souvent instables, a permis aux physiciens de déduire l'existence de nouvelles particules élémentaires. La description des composants de base de la nature et de leurs interactions est décrite dans la théorie physique appelée le « modèle standard » des particules.

## Particules élémentaires du modèle standard

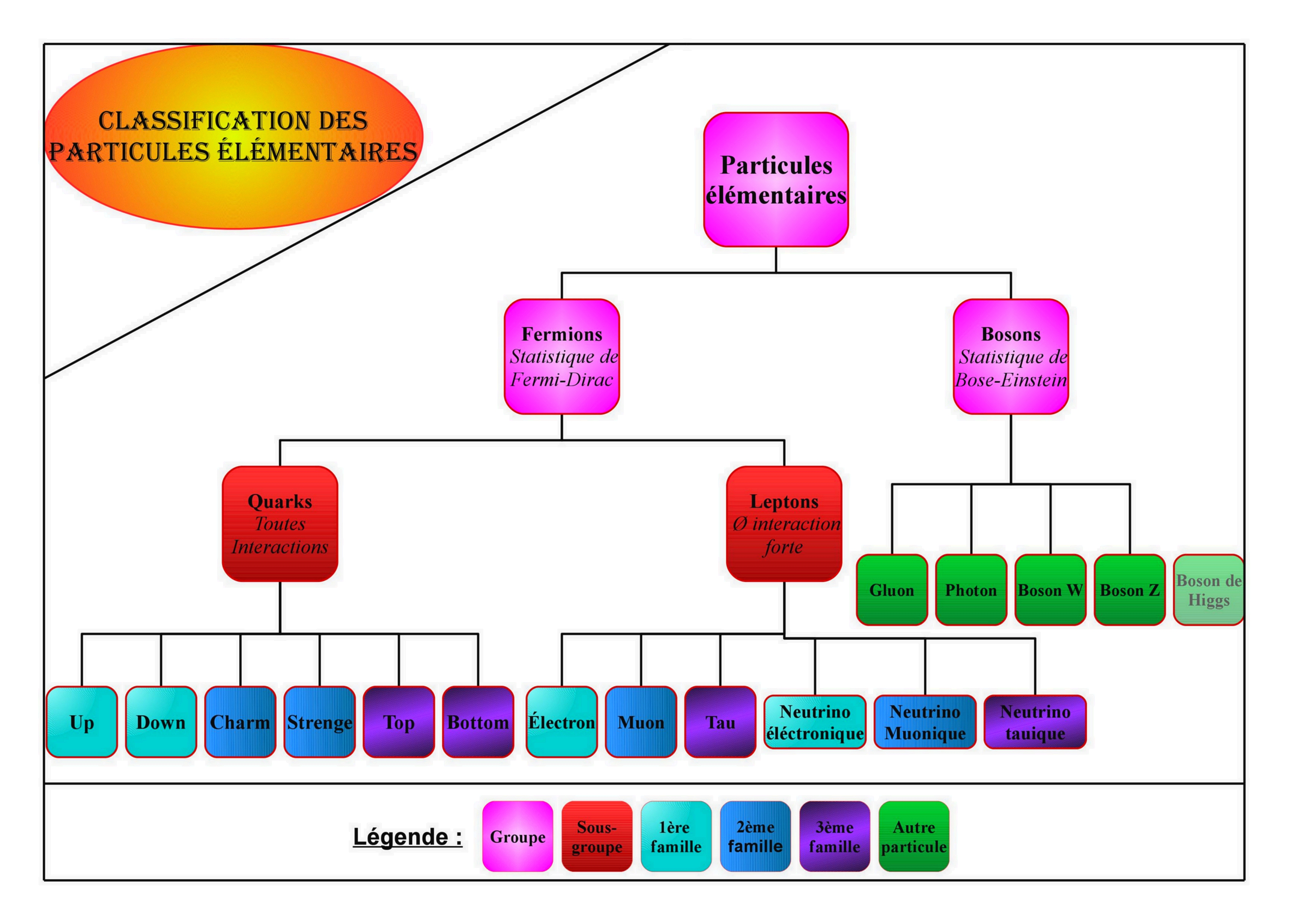
Classification des particules élémentaires

Les premiers pas dans l'élaboration du modèle standard des particules élémentaires ont été faits en 1960 par le physicien américain Sheldon Glashow, prix Nobel de physique 1979, avec l'unification de l'interaction électromagnétique et de l'interaction faible en une interaction électrofaible au-dessus d'une énergie d'unification de l'ordre de 100 GeV. Puis, en 1967, l'Américain Steven Weinberg et le Pakistanais Abdus Salam ont intégré le mécanisme de Higgs (théorisé en 1964 par Peter Higgs) au modèle élaboré par Glashow pour lui donner sa forme actuelle, qui rend compte de la masse des particules ; ils ont reçu pour cela le prix Nobel de physique 1979, en même temps que Glashow. Enfin, le modèle standard a été finalisé par l'unification de la chromodynamique quantique avec l'interaction électrofaible, afin d'y intégrer l'interaction forte rendant compte notamment de la liberté asymptotique ainsi que du confinement de couleur des quarks en hadrons dont la charge de couleur résultante est toujours « blanche » (d'où le qualificatif chromodynamique appliqué à cette théorie quantique des champs).

### Fermions
Les fermions sont décrits par le modèle standard comme ayant un spin demi-entier et respectant le principe d'exclusion de Pauli en accord avec le théorème spin-statistique. Il existe douze fermions décrits par le modèle standard.
Les fermions élémentaires pouvaient être classés en trois familles. Chaque famille contient deux quarks, un lepton chargé et son neutrino. D'une famille à l'autre, les propriétés des particules sont semblables, à l'exception de leur masse. Ces masses sont de plus en plus élevées de la première à la troisième famille.
La première famille contient les particules les plus stables et les plus courantes : les quarks up et down, l'électron et le neutrino électronique (νe). Dans la deuxième famille, on trouve les quarks charm et strange ainsi que le muon et le neutrino muonique (νμ). Les quarks top et bottom, le tauon et le neutrino tauique (ντ) forment la troisième famille.
Absolument tout ce qui existe résulte de l'agencement de ces 12 particules ou de leurs antiparticules : les fermions forment la matière.

#### Leptons
Parmi les douze fermions du modèle standard, six ne sont pas soumis à l'interaction forte et ne connaissent que l'interaction faible et l'interaction électromagnétique : ce sont les leptons. L'interaction électromagnétique ne concerne que les particules portant une charge électrique, tandis que l'interaction faible agit sur tous les leptons, y compris électriquement neutres.
Il y a six sortes, ou saveurs de leptons, dont trois ont une charge électrique négative et trois sont neutres. Mais, à la différence des quarks, un lepton peut se retrouver seul. On ne sait pas en 2007 si des liens fondamentaux relient les 6 saveurs de leptons et celles de quarks.
Le lepton le plus connu est l'électron (e). Les deux autres leptons chargés sont le muon (μ) et le tau (τ). Ils sont beaucoup plus massifs que l'électron. Les trois leptons sans charge électrique sont les neutrinos (ν, lettre grecque prononcée "nu"). Il y a une saveur de neutrino associée à chacun des leptons chargés : un neutrino électronique
(νe), un neutrino muonique (νμ) et un neutrino tauonique
(ντ).
L'existence du neutrino électronique fut prédite par Wolfgang Pauli en 1932, mais ce n'est qu'en 1956 qu'il fut découvert. Entre-temps, le muon fut observé (en 1936) dans les réactions entre l'atmosphère et les rayons cosmiques. Rien ne laissait présager son existence, à ce point qu'Isidor Isaac Rabi, un physicien des particules, accueillit la nouvelle en demandant : « Mais qui a commandé ce truc-là ? ». La surprise fit place à une recherche plus approfondie qui allait mener à la découverte des autres leptons.
Les neutrinos ont été très difficiles à voir car ils n'interagissent presque pas avec la matière. Il faut construire des observatoires souterrains, loin de toute perturbation, pour pouvoir détecter quelques neutrinos par jour. Pourtant, le Soleil émet une énorme quantité de neutrinos. Ainsi, des milliards de neutrinos solaires traversent notre corps à chaque seconde, mais n'interagissent aucunement avec lui.
| Charge électrique | 0                     | 0                       | 0              | −1 e ( e = 1,602176487×10−19 C ) | −1 e ( e = 1,602176487×10−19 C ) | −1 e ( e = 1,602176487×10−19 C ) |
| Génération        | Particule             | Symbole / antiparticule | Masse (keV/c2) | Particule                        | Symbole / antiparticule          | Masse (keV/c2)                   |
| 1re               | Neutrino électronique | νe / νe                 | < 0,002 2      | Électron                         | e− / e+                          | 511                              |
| 2e                | Neutrino muonique     | νµ / νµ                 | < 170          | Muon                             | µ− / µ+                          | 105 700                          |
| 3e                | Neutrino tauique      | ντ / ντ                 | < 15 500       | Tau                              | τ− / τ+                          | 1 777 000                        |

Chaque lepton a son antilepton, de même masse, même spin, mais de charge électrique opposée, d'isospin faible opposé ou encore d'hélicité inverse (gauche pour les neutrinos, droite pour les antineutrinos) :
- un antineutrino pour chaque saveur de neutrino
- le positron pour l'électron
- l'antimuon pour le muon
- l'antitau pour le tau

#### Quarks
Parmi les douze fermions du modèle standard, six seulement connaissent l'interaction forte au même titre que l'interaction faible et l'interaction électromagnétique : ce sont les quarks.
En 1964, Murray Gell-Mann et George Zweig découvrirent indépendamment que des centaines de particules pouvaient être expliquées par des combinaisons de seulement trois éléments. Gell-Mann choisit le nom « quarks » pour désigner ces éléments. Ce mot fut inventé par James Joyce dans son roman Finnegans Wake (ce roman regorge de mots imaginaires et viole volontairement les règles linguistiques). Ce n'est qu'au début des années 70 que la réalité physique de ces quarks fut prouvée, et qu'ils accédèrent au rang de particules.
Nous savons maintenant qu'il y a six sortes ou saveurs de quarks. Ils furent baptisés, par ordre de masses croissantes : up, down, strange, charm, bottom et top. De plus, pour chacun de ces quarks, il y a un antiquark correspondant.
Les quarks ont la propriété d'avoir une charge électrique fractionnaire. Cette charge est de 2/3 pour les quarks up, charm et top et de −1/3 pour les quarks down, strange et bottom.
Les quarks sont des particules sociables : on n'en trouve jamais un qui soit seul. Ils se tiennent en paquets de deux ou trois pour former des particules appelées hadrons. Par exemple, le proton est un hadron composé de deux quarks up et d'un quark down. Quant au neutron, il est formé de deux quarks down et d'un quark up. Cette propriété fait que les particules observées à l'état libre ont toutes une charge électrique entière ou nulle.
Les particules formées de quarks et d'antiquarks sont appelées hadrons. Elles se répartissent en deux classes :
- les baryons, formés de trois quarks, comme les neutrons (n) ou les protons (p) ou de trois antiquarks : l'antiproton et l'antineutron. Ils sont caractérisés par un nombre quantique appelé charge baryonique.
- les mésons, formés d'un quark et d'un antiquark.

Synthèse additive des couleurs primaires.

L'interaction forte est responsable du confinement des quarks, à cause duquel il est impossible d'observer une particule élémentaire ou composée dont la charge de couleur résultante n'est pas « blanche ». Il existe en effet trois « couleurs » (appelées conventionnellement rouge, vert, bleu en référence aux couleurs primaires) et trois « anticouleurs » (appelées conventionnellement antirouge, antivert et antibleu), qui obéissent aux règles suivantes, rappelant la synthèse additive des couleurs primaires :
- rouge + vert + bleu = blanc
- rouge + antirouge = blanc
- vert + antivert = blanc
- bleu + antibleu = blanc
- antirouge + antivert + antibleu = blanc

Les « anticouleurs » antirouge, antivert; antibleu sont généralement représentées respectivement en cyan, magenta et jaune.
Tout quark étant porteur d'une de ces trois charges de couleur (il n'existe pas de quark « blanc »), il doit nécessairement entrer en interaction avec ou bien un antiquark porteur de son anticouleur (ce qui donne un méson, qui est donc un boson composite), ou bien avec deux autres quarks, portant deux charges de couleur, avec une résultante « blanche » (ce qui donne un baryon, qui est un fermion composite).
| Charge électrique | +2/3 e      | +2/3 e                  | +2/3 e                  | −1/3 e        | −1/3 e                  | −1/3 e                  |
| Génération        | Particule   | Symbole / antiparticule | Masse (keV/c2)          | Particule     | Symbole / antiparticule | Masse (keV/c2)          |
| ----------------- | ----------- | ----------------------- | ----------------------- | ------------- | ----------------------- | ----------------------- |
| 1re               | Quark up    | u / u                   | 1 500 – 3 300           | Quark down    | d / d                   | 3 500 – 6 000           |
| 2e                | Quark charm | c / c                   | 1 160 000 – 1 340 000   | Quark strange | s / s                   | 70 000 – 130 000        |
| 3e                | Quark top   | t / t                   | 173 100 000 ± 1 300 000 | Quark bottom  | b / b                   | 4 200 000+170000 −70000 |

### Bosons
Les bosons sont décrits par le modèle standard comme ayant un spin entier et étant régis par la statistique de Bose-Einstein : plusieurs bosons proches peuvent occuper le même état quantique, contrairement aux fermions.

#### Bosons de jauge
« Comment ces particules tiennent-elles ensemble ? » La réponse résulte dans l'interaction des quatre forces physiques : la gravité, la force nucléaire forte, la force nucléaire faible et la force électromagnétique. Ces forces agissent sur les fermions élémentaires par l'échange de bosons de jauge, l'autre classe de particules élémentaires. On appelle aussi les bosons de jauge des « particules de rayonnement ».
Il y a 12 bosons de jauge dans le modèle standard : le photon, 8 gluons et 3 bosons faibles. En plus, on prédit l'existence du graviton qui n'a pas encore été observé. Chaque boson de jauge est associé à une force :
- le photon transmet la force électromagnétique,
- les gluons, qui transmettent la force nucléaire forte,
- les bosons faibles, qui transmettent la force nucléaire faible,

Le rôle du graviton (non détecté) serait de transmettre la force gravitationnelle. Mais le graviton ne fait pas partie du modèle standard. Son existence est simplement soupçonnée, aucune expérience n'a encore démontré sa présence.
Les douze bosons de jauge sont vecteurs des trois interactions du modèle standard :
- le photon est vecteur de l'interaction électromagnétique,
- le boson Z et les deux bosons W sont vecteurs de l'interaction faible,
- les huit gluons sont vecteurs de l'interaction forte.

Le tableau ci-dessous résume leurs propriétés :
| Boson   | Symbole | Spin | Charge électrique | Charge de couleur    | Masse (keV/c2)      | Interaction       | Symétrie de jauge |
| ------- | ------- | ---- | ----------------- | -------------------- | ------------------- | ----------------- | ----------------- |
| Photon  | γ       | 1    | 0                 | « 0 »                | 0                   | Électromagnétique | U(1)              |
| Boson Z | Z       | 1    | 0                 | « 0 »                | 91 187 600 ± 2 100  | Faible            | SU(2)             |
| Boson W | W−      | 1    | −1                | « 0 »                | 80 398 000 ± 25 000 | Faible            | SU(2)             |
| Boson W | W+      | 1    | 1                 | « 0 »                | 80 398 000 ± 25 000 | Faible            | SU(2)             |
| Gluon   | g       | 1    | 0                 | ( rg + gr ) / √2     | 0                   | Forte             | SU(3)             |
| Gluon   | g       | 1    | 0                 | ( rb + br ) / √2     | 0                   | Forte             | SU(3)             |
| Gluon   | g       | 1    | 0                 | ( gb + bg ) / √2     | 0                   | Forte             | SU(3)             |
| Gluon   | g       | 1    | 0                 | i ( gr − rg ) / √2   | 0                   | Forte             | SU(3)             |
| Gluon   | g       | 1    | 0                 | i ( br − rb ) / √2   | 0                   | Forte             | SU(3)             |
| Gluon   | g       | 1    | 0                 | i ( gb − bg ) / √2   | 0                   | Forte             | SU(3)             |
| Gluon   | g       | 1    | 0                 | ( r − b ) / √2       | 0                   | Forte             | SU(3)             |
| Gluon   | g       | 1    | 0                 | ( r + b − 2gg ) / √6 | 0                   | Forte             | SU(3)             |

Chacun de ces bosons est son antiparticule, hormis les bosons W− et W+ qui sont antiparticules l'un de l'autre.

#### Boson de Higgs
Le modèle standard implique l'existence du boson de Higgs, permettant aux autres particules d'acquérir leur masse.
À l'origine, dans le modèle standard de la physique des particules, toutes les particules élémentaires auraient dû avoir une masse nulle, ce qui n'est pas conforme à l'observation : les scientifiques ont pu établir expérimentalement les masses de plusieurs particules avec de bonnes précisions. Seuls le photon et les gluons seraient de masse nulle.
Pour corriger le modèle, Peter Higgs a proposé, vers la fin des années 1960, d'y ajouter une autre particule : un boson conférant les masses à toutes les autres particules. L'idée de base était que les particules acquièrent une masse en interagissant avec le champ de Higgs porté par ce boson de Higgs. Ce mécanisme est maintenant considéré comme une partie essentielle du modèle standard.
Le boson de Higgs n'avait encore jamais été détecté. Sa traque depuis le début du XXIe siècle était l'un des principaux défis actuels de la physique des particules. Le Large Hadron Collider (LHC) européen, en fonction depuis le 10 septembre 2008, fut conçu largement pour pouvoir apporter une réponse sur l'existence du boson de Higgs.
Le 4 juillet 2012, le CERN a mis au jour grâce au LHC un boson présentant pour la première fois les caractéristiques attendues du Higgs dans un domaine de l'ordre de 125 GeV (correspondant à environ 133 fois la masse du proton) avec 99,9999 % de certitude. La confirmation définitive de cette découverte est attendue dans quelques années pour respecter tous les critères généralement admis en physique des particules. Le boson de Higgs est responsable de la masse des particules dans ce modèle, mais n'est vecteur d'aucune interaction : ce n'est donc pas un boson de jauge.

#### Graviton
Le graviton a été introduit par les théories de gravité quantique pour tenter d'intégrer la gravitation au modèle standard, et n'a jamais été observé ; le graviton ne fait donc pas partie du modèle standard, mais serait un boson de jauge, vecteur de la gravitation.

### Antimatière
À chaque particule correspond une antiparticule — c'est la symétrie C. Une particule est semblable à son antiparticule, avec des changements de signe. La charge électrique est opposée, c'est ce qui définit l'antiparticule. La masse est en revanche identique.
Une particule de charge nulle peut d'ailleurs être sa propre antiparticule ; c'est le cas du photon.
En combinant des antiprotons, des antineutrons et des anti-électrons, il est possible de créer des anti-atomes. D'ailleurs, les physiciens se sont déjà appliqués à construire des atomes d'anti-hydrogène, plus récemment en quantités importantes (50 000 atomes) dans les laboratoires du CERN.
Lorsqu'une particule de matière et son antiparticule se rencontrent, elles s'annihilent complètement et se transforment en énergie. Les collisions entre particules et antiparticules produisent donc beaucoup d'énergie et sont couramment utilisées dans des expériences au sein des accélérateurs.
On appelle antimatière l'ensemble des antiparticules des particules composant la matière ordinaire.
L'antimatière a une durée de vie très courte dans notre environnement : à moins qu'elle ne soit isolée par des champs magnétiques, elle rencontre rapidement la matière ordinaire et s'annihile alors.
La première particule d'antimatière fut découverte en 1933. Il s'agissait d'un positron (anti-électron) produit par la rencontre entre un rayon cosmique et un noyau atomique de l'atmosphère.

## Au-delà du modèle standard
Le modèle standard est une théorie validée par maintes expériences, toutes les particules postulées ont été trouvées.
Cependant, cette théorie n'explique pas tout et plusieurs questions restent sans réponse. Par exemple : Pourquoi y a-t-il exactement 12 fermions et 4 forces ? Comment la gravitation peut-elle être incluse dans le modèle ? Les quarks et les leptons sont-ils réellement fondamentaux ou ont-ils une sous-structure (au-delà des 10−18 mètres) ? Quelles sont les particules qui forment la matière sombre dans l'Univers ?
Pour répondre à ces questions, les physiciens comptent sur la construction de nouveaux accélérateurs de particules pouvant sonder des énergies de plus en plus grandes (physique dite Terascale). Aussi, plusieurs théoriciens rêvent d'une nouvelle et ultime théorie pouvant unifier tous les phénomènes physiques. Plusieurs voient la solution dans la théorie des cordes qui stipule que toutes les particules élémentaires sont des modes de vibration d'une corde fondamentale. Cette corde existerait en 10 (1re théorie) , 11 (la théorie M), jusqu'à 26 dimensions (dans 2 des 5 théories pré théorie M).